# 原田孫七郎
原田 孫七郎（はらだ まごしちろう、生没年不詳）は、安土桃山時代の商人。また、「ガスパル」の洗礼名を持ちガスパル原田とも呼ばれる。
長崎で貿易を営む原田喜右衛門の部下であった。海外情勢に詳しかったため1591年豊臣秀吉の使者として、スペイン領フィリピンに日本国への朝貢を要求する内容の書状を持ってマニラのスペイン領フィリピンの総督ゴメス・ペレス・ダスマリニャスのもとに出向き交渉した。
また、文禄3年（1593年）、現在の台湾にあるとされた「高山国」に秀吉の命で朝貢を促す文書（豐臣秀吉高山國招諭文書）を届けようとしたが、高山国が存在しない国家だったため交渉先を見つけることができずその試みは失敗した。その後の孫七郎の消息は不明。

## 関連書籍
- 『女の浮城』 ISBN 9784643960921（早乙女貢の小説、孫七郎を主人公にしている）
- 『異国往復書翰集 増訂異国日記抄』村上直次郎編、雄松堂、1966年